# Mihail Andricu
Mihail Andricu (Bucarest, 22 décembre 1894 – Bucarest, 4 mars 1974) est un compositeur, pianiste et critique musical roumain.

## Biographie
Mihail Andricu étudie la théorie de la musique avec Dumitru Kiriac-Georgescu (ro), l’harmonie et composition avec Alfonso Castaldi, le violon avec Robert Klenck, le contrepoint et la musique de chambre avec Grigoraș Dinicu au conservatoire de Bucarest de 1906 à 1913,. À Paris il est l’élève de Gabriel Fauré (1913-1914) et Vincent d'Indy (1919-1922). En 1919, il obtient sa licence de droit de la faculté de Bucarest et prépare son doctorat à Paris.
Mihail Andricu mène ensuite une double carrière de pianiste et critique musical à partir de 1923. En 1918, il fait ses débuts à l'Athénée en tant que pianiste, avec le violoniste Alexandru Theodorescu, et accompagne pendant des années Georges Enesco. En 1923, il reçoit le prix de composition au concours Georges-Enesco. Il collabore à la Revue de musicologie, aux Cahiers du Sud, à L'Indépendance roumaine, Tribune, Adevărul et d'autres périodiques roumains.
Il enseigne au conservatoire de Bucarest la musique de chambre (1926-1948) puis la composition de 1948 à 1959,. Membre de la Société française de musicologie en 1937, il est un des membres fondateurs de la Société des compositeurs roumains, dont il est le vice-président de 1946 à 1956. Sa musique est d'une rare vitalité et toute spontanée.
En 1959, le régime communiste l’accuse d'être un ennemi du peuple et de faire preuve de sympathie pour la musique décadente du temps (comme le jazz). Il est alors contraint de publier dans un journal à grand tirage une autocritique et de subir de nombreuses autres avanies, comme son expulsion de l'Académie roumaine et l'interdiction de sa musique.
Ses principaux éditeurs sont Editura muzicală, Hamelle et Salabert.

## Œuvres
Mihail Andricu a touché a tous les genres, symphonique, ballet, concerto, musique de chambre, musique pour piano et des mélodies. Il est l'auteur notamment de 11 symphonies, 13 sinfoniettas et 3 symphonies de chambre.
- Poème pour piano et orchestre, op. 1 (1922)
- Suite pour orchestre no 1, op. 2 (1924)
- Tre quadri sinfonici op. 3 (1925)
- 4 Novellettes pour Quintette avec piano, op. 4 (1925)
- Symphonie de chambre no 1, op. 5 (1926)
- Légende pour orchestre, op. 6 (1927)
- Octuor pour clarinette, basson, cor et quintette à cordes, op. 8 (1928)
- Serenade pour orchestre, op. 9 (1928)
- Cenusareasa (Cendrillon), féerie, op. 11 (1929)
- Suite symphonique extraite de Cenusareasa, op. 11 (1929)
- Sonatine pour piano, op. 12 (1929)
- Poème pour orchestre, op. 13 (1929)
- Quatuor à cordes en la majeur, op. 14 (1930)
- Suite pour orchestre no 2, op. 16 (1932)
- Taina (Le Secret), ballet op. 17 ? (1932)
- Cinq danses pour orchestre, op. 17 ? (1932)
- Trois pièces pour piano, op. 18 (1933)
- Quatre esquisses pour piano, op. 19 (1934)
- Sextuor pour piano et instruments à vent, op. 20 (1934)
- Petite Suite pour orchestre, op. 21 (1935)
- Trois esquisses pour orchestre, op. 22 (1935)
- Trois caprices pour orchestre, op. 24 (1936)
- Suite pittoresque pour orchestre, op. 25 (1937)
- Album pour piano, op. 26 (1938)
- Quintette avec piano no 1, op. 27 (1939)
- Suite en trio no 1, pour flûte, clarinette et basson, op. 28 (1939)
- Fantaisie pour piano et orchestre, op. 29 (1940)
- Symphonie no 1, op. 30 (1943)
- Divertissement no 1 pour petit orchestre, op. 31 (1944)
- Poème pour violoncelle et orchestre, op. 33(?) (1944)
- Sonate pour violon et piano, op. 33(?) (1944)
- Suite in trio pour hautbois, clarinette et basson no 2, op. 34 (1944)
- Quatre impressions pour orchestre, op. 35 (1945)
- Sinfonietta no 1, op. 36 (1945)
- Suite pour piano no 1, op. 37 (1946)
- Suite pour orchestre no 3, op. 38 (1946)
- Sinfonietta no 2, op. 40 (1946)
- Suite pour orchestre, op. 41 (1946)
- Capriccio pour piano et orchestre, op. 42(?) (1946)
- Suite pour piano à 4 mains no 2, op. 42(?) (1946)
- Trois Études pour piano, op. 44 (1947)
- Sinfonietta no 3, op. 45 (1947)
- Symphonie no 2, op. 46 (1947)
- Ouverture pour orchestre no 1, op. 47 (1947)
- Quatre quadrilles rustiques pour orchestre, op. 48 (1948)
- Marș pour orchestre, op. 50 (1950)
- Danse pour orchestre, op. 51 (1950)
- Procession pour orchestre, op. 52 (1951)
- Cantata festiva pour chœurs et orchestre, op. 53 (1950)
- Symphonie no 3, op. 54 (1949)
- Sonate pour piano, op. 55 (1949)
- Ouverture pour orchestre no 2, op. 56 (1949)
- Cintec de leagan pour chant soliste, chœurs et orchestre, op. 57 (Ninna-Nanna, 1949)
- Trois esquisses pour orchestre, op. 59 (1951)
- Luceafarul, ballet, op. 60 (L’étoile du soir ; 1951)
- Fantaisie sur des thèmes populaires, pour orchestre, op. 61 (1951)
- Suite pour orchestre no 4, op. 62 (1952)
- Capriccio pour orchestre, op. 63 (1952)
- Rapsodie pour orchestre, op. 65
- Pastorale pour hautbois et piano, op. 67 (1952)
- Deux pièces pour quatuor à cordes, op. 68 (1952)
- Fanstasia rumena pour orchestre, op. 70 (1953)
- Sinfonietta no 4, op. 73 (1953)
- Symphonie no 4, op. 76 (1954)
- Quintette à vents no 1, op. 77 (1955)
- Symphonie no 5, op. 78 (1955)
- Quintette à vents no 2, op. 79 (1956)
- Quintette avec piano no 2, op. 80(?) (1956)
- Quatuor avec piano, op. 80(?) (1956)
- Suite pour piano no 3, op. 81 (1957)
- Symphonie no 6, op. 82 (1957)
- Suite sur des airs populaires pour orchestre no 1, op. 83 (1958)
- Suite sur des airs populaires pour orchestre no 2, op. 84 (1958)
- Symphonie no 7, op. 85 (1958)
- Prind visurile aripi pour chant soliste, chœurs et orchestre, op. 86 (1959)
- Divertissement no 2 pour orchestre, op. 88 (1959)
- Sinfonietta no 5, op. 89 (1959)
- Octuor pour vents, op. 90 (1960)
- Symphonie no 8, op. 91 (1960)
- Six pièces pour orchestre de chambre, op. 92 (1961)
- Concerto pour violon et orchestre, op. 93 (1960)
- Concerto pour violoncelle et orchestre, op. 94 (1961)
- Deux pièces pour alto et piano, op. 95 (1961)
- Trois pièces pour violon et piano, op. 96 (1961)
- Trois pièces pour alto et piano, op. 97 (1961)
- Deux pièces pour violoncelle et piano, op. 98(?) (1961)
- Symphonie de chambre no 2, op. 98(?) (1961)
- Serenade pour 14 instruments, op. 99 (1961)
- Sinfonietta no 6, op. 100 (1962)
- Symphonie no 9, op. 101 (1962)
- Sinfonietta no 7, op. 102 (1963)
- Divertissement no 3 pour orchestre, op. 103 (1963)
- Quatuor pour flûte, hautbois, clarinette et basson, op. 104 (1963)
- Quatre préludes pour piano, op. 105 (1964)
- Symphonie de chambre no 3, op. 106 (1965)
- Sinfonietta no 8, op. 108 (1966)
- Neuf impressions pour piano, op. 109 (1965)
- Poème pour orchestre, op. 110 (1967)
- Petite suite pour orchestre, op. 111 (1967)
- Symphonie no 10, op. 112 (1968)
- Six portraits pour orchestre, op. 113 (1968)
- Sinfonietta no 9, op. 115 (1969)
- Symphonie no 11, op. 116 (In memoriam, 1970)
- Sinfonietta no 10, op. 117 (1970)
- Sinfonietta no 11 Perspective, op. 118 (1971)
- Sinfonietta no 12 Évocatoire, op. 119 (1971)
- Tipuri si Profiluri pour orchestre, op. 120 (1971)
- Scurta povestire pour orchestre, op. 121 (1971)
- Trois Bucoliques pour orchestre, op. 122 (1971)
- Sinfonietta no 13, op. 123 (1972)
- Souvenirs pour orchestre, op. 124 (1972)
- Quatre Images pour orchestre, op. 125 (1972)
- Partita no 1 pour orchestre, op. 127 (1973)
- Partita no 2 pour orchestre, op. 128 (1973)

## Distinctions
- Prix Enesco de composition (op. 1) en 1923 ;
- prix Enesco de composition (op. 2) en 1924 ;
- prix Robert-Cremer en 1931 ;
- prix Anhauch en 1932 ;
- prix de l'Académie roumaine en 1949.